# Carlos III de Navarra
Carlos III (Mantes, 22 de julho de 1361 — Olite, 8 de setembro de 1425), cognominado o Nobre, foi rei de Navarra de 1387 até sua morte, conde de Évreux de 1387 a 1404, e duque de Nemours de 1404 até sua morte. Era filho de Carlos II de Navarra e de Joana de Valois, filha de João II da França. Reatou relações com a França em 1404, trocando Évreux por Némours.
Carlos morreu aos 64 anos em Olite. Sobreviveu aos filhos varões e foi sucedido pela filha Branca e o esposo desta, João II de Aragão. Seu corpo está sepultado em Pamplona.

## Casamento e descendência
Em 27 de maio de 1375, Carlos casou com Leonor de Castela, filha de Henrique II de Castela e Leão. Eles tiveram seis filhas e dois filhos:
- Joana de Évreux (1382 - 1413), casada, em 1402, com João III de Grailly, conde de Foix;
- Maria de Évreux (1383 - 6 de janeiro de 1406);
- Branca I de Navarra (1385 - 3 de abril de 1441), rainha de Navarra;
- Beatriz de Évreux (1386-1410), casada, em 1406, com Jaime II, conde da Marca;
- Isabel de Évreux (1396 - 1450), casada, em 1419, com João IV, conde de Armagnac;
- Carlos de Évreux (15 de agosto de 1397 - 12 de agosto de 1402), herdeiro da Navarra;
- Luís de Évreux (1401 - 14 de outubro de 1402), herdeiro de Navarra;
- Margarida de Évreux (1403 - 1412).